# Erdstall von Rot am See

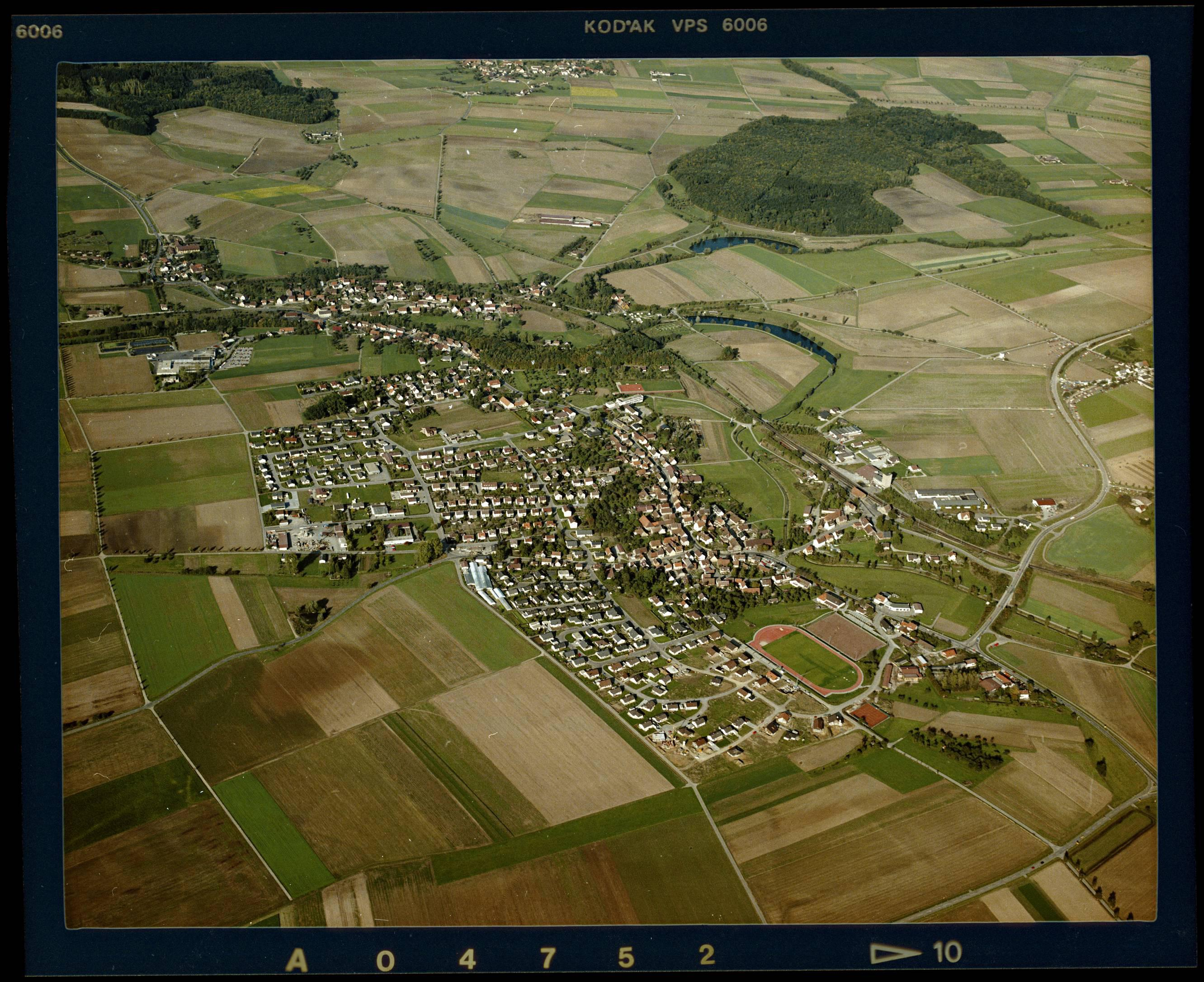
Rot am See

Der Erdstall von Rot am See in der Gemeinde Rot am See, Landkreis Schwäbisch Hall, wurde im Jahre 1990 entdeckt. Er ist einer von wenigen Erdställen in Baden-Württemberg. Erdställe gibt es in Mitteleuropa vor allem in Teilen Tschechiens, Österreichs und Bayerns in großer Zahl. Das Verbreitungsgebiet erreicht in Südbayern mit wenigen Ausläufern (z. B. in Ringingen) gerade noch den Ostrand von Baden-Württemberg. Dem Erdstall von Rot am See am nächsten liegt eine Gruppe verstreuter Vorkommen in Franken.

## Deutung
Mit der Deutung dieser Stollen beschäftigt sich die Forschung seit dem 19. Jahrhundert. Damals wurden diese bereits als archäologische Befunde angesprochen und vorrangig dem kultischen Bereich zugeordnet. Da aber die Erdställe gehäuft an Plätzen in den heutigen hoch- und  spätmittelalterlichen, selbst frühneuzeitlichen Siedlungen oder in der Nähe alter Gehöfte dokumentiert werden, erscheint ihre einstige Nutzung als Flucht- und Bergeort von Vorräten in Betracht zu kommen. Prähistorische Erdställe sind bisher nicht nachgewiesen worden. In den Erdställen vermuten manche Forscher auch Leergräber (Kenotaphe) für die Ahnen. Anlagen mit solcher Bedeutung würden aber seit der Heidenbekehrung seitens der Kirche tabuisiert worden sein und in der Sage oder in schriftlichen Überlieferung ihren Niederschlag gefunden haben. In Rot am See konnten nur hochmittelalterliche Funde dokumentiert werden.

## Beschreibung
Während der Planierung des Bauplatzes für den Bau des evangelischen Gemeindehauses in Rot am See (südöstlich der Kirche) wurde ein unterirdischer Gang mit Einstieg gefunden. Auf dem Bauplatz stand ein Haus, das abgebrochen wurde. Von dem Haus gab es offensichtlich einen Abgang, der mittels einiger unregelmäßiger Stufen in den unterirdischen Stollen führte, der etwa 15 Meter in den gewachsenen Fels getrieben worden war. Die Ausmaße sind zwar gering, aber für Erdställe doch beachtlich, da sich im Fels größere freitragende Räume herstellen lassen als im Erdreich. Die Höhe beläuft sich auf etwa 1,4 Meter, die Breite ist mit 1,2 Meter relativ groß. Nach ungefähr 5 Metern verengt sich der Gang zu einem Schlupf von 0,55 bis 0,60 Meter. Er wurde erstellt, indem man vom Fels seitlich und oben weniger abarbeitete, die Sohlenhöhe blieb jedoch höhengleich. Erst nachträglich wurden am Boden Steine aufgeschichtet und mit Lehm verstrichen. Im Winkel zwischen Laufniveau und Erhöhung für den Schlupf fanden sich Reste organischen Materials. Im Gang befindet sich noch ein weiterer Schlupf. Nach jeder dieser Verengungen erweitert sich der Stollen seitlich zu einem größeren kuppelartig überwölbtem Raum. Die Räume sind im Vorderteil rechteckig vertieft, im hinteren halbrunden Bereich entsteht eine Art Podest. Der Stollen endet stumpf etwa 1,7 Meter nach der zweiten seitlichen Erweiterung.